# Scopelarchus guentheri
Scopelarchus guentheri is een straalvinnige vissensoort uit de familie van parelogen (Scopelarchidae). De wetenschappelijke naam van de soort is voor het eerst geldig gepubliceerd in 1896 door Alcock.